# アレクシオス3世アンゲロス
アレクシオス3世アンゲロス（Αλέξιος Γ΄ Άγγελος, Alexios III Angelos、1156年 - 1211年）は、東ローマ帝国アンゲロス王朝の第2代皇帝（在位：1195年 - 1203年）。初代皇帝・イサキオス2世アンゲロスの弟である。

## 生涯

### 即位前まで
アンドロニコス・アンゲロスの子として生まれる。兄イサキオスと同じくコムネノス王朝の遠縁に当たることから、兄と同じようにコムネノス王朝の第5代皇帝・アンドロニコス1世に暗殺されかけたことがある。このため、アンティオキアに逃亡した。ところがここでイスラム側の攻撃を受けて捕虜となってしまう。しかし兄がアンドロニコスを倒して皇帝になると、莫大な身代金を条件にして解放された。
その後は帝国の宰相・元帥に任じられて兄の治世を補佐したが、次第に兄と対立し、1195年にはクーデターを起こして兄を幽閉して廃位し、自らがアンゲロス王朝の第2代皇帝として即位した。

### 暴政から追放へ
アレクシオス3世は兄以上に無能な皇帝で、それに暴君・暗愚を加えてもいい人物だった。兄の時代から対立関係にあった神聖ローマ皇帝・ハインリヒ6世の圧力に屈して膨大な献納金を要求されると、歴代皇帝の墓所を暴いて装飾品を尽く処分する暴挙を行なった。さらに兄が財政再建のために交易の利害から優遇していたヴェネツィア共和国との関係を冷却化し、かえってヴェネツィア共和国と敵対していた諸都市（ジェノヴァ共和国やピサ共和国など）を優遇するなどして対外的に多くの敵を作るなど、失政を重ねた。
このため1203年7月、兄の息子で神聖ローマ帝国に亡命していたアレクシオス4世が、第4回十字軍を味方に引き込んで首都コンスタンティノポリスに侵攻してくると、皇位を奪われて追放された。

### 最後まであがいた皇帝
帝国を追放されたアレクシオス3世は、小アジア側の隣国であるルーム・セルジューク朝のスルタンであるカイホスロー1世のもとに亡命した。後に娘婿であるテオドロス1世ラスカリスがニカイア帝国を建国すると、娘婿のもとに亡命して庇護を受けた。ところがアレクシオス3世はテオドロスに皇位を要求して対立する。
しかし1211年、アンティオキアの攻防戦でカイホスロー1世がテオドロスの前に戦死すると、アレクシオスは後ろ盾を失ってテオドロスによって修道院に幽閉され、間もなく死去した。56歳没。

## 家系
- 曽祖父：アレクシオス1世コムネノス - コムネノス朝初代皇帝
- 祖父：コンスタンティノス・アンゲロス
  - 祖母：テオドラ・コムネナ（Theodora Komnene Angelina） - アレクシオス1世息女
    - 叔父（父の弟）：ヨハネス・アンゲロス・ドゥーカス - 尊厳公
      - 叔父の王子（庶子）：ミカエル1世コムネノス・ドゥーカス - エピロス専制侯初代王
- 父：アンドロニコス・アンゲロス
  - 母：エウフロシュネ（Euphrosyne Kastamonitissa）
- 后：エウフロシュネ（Euphrosyne Doukaina Kamatera）
  - 王女：エイレーネー - アンドロニコス・コントステファノス妃、のちアレクシオス・パレオロゴス妃
  - 王女：アンナ - イサキオス・コムネノス妃、のちテオドロス1世ラスカリス（コンスタンティノス・ラスカリス（＝アンゲロス朝5代皇帝）弟、ニカイア帝国初代皇帝）妃
  - 王女：エウドキア - ステファン・ネマニャ（セルビア王国ネマニッチ朝初代王）妃、のちムルツフロス（アンゲロス朝4代皇帝、アレクシオス5世を自称）妃